# Roman Szymański (zawodnik MMA)
Roman Szymański (ur. 4 maja 1993 w Kostrzynie) – polski zawodnik mieszanych sztuk walki (MMA) i brazylijskiego jiu-jitsu (czarny pas) oraz bokser. Były mistrz FEN w wadze lekkiej. Aktualny zawodnik organizacji KSW, w której zajmuje 5 miejsce w oficjalnym rankingu wagi lekkiej.

## Początki w sztukach walki
W wieku 12 lat ojciec zawiózł go na pierwszy trening MMA. W miejscu, w którym trenował, po kilku tygodniach całość została rozbita na grupy specjalizujące się w brazylijskim jiu-jitsu i boksie. Szymański trenował zarówno te dwie dyscypliny. Wraz z ojcem dzielili pasję w sportach walki i razem oglądali różne gale. Już jako junior, mając ok. 15 lat, odnosił swoje pierwsze sukcesy w BJJ. Z czasem zaczął wygrywać również w boksie. Jeżdżąc na wszystkie zgrupowania, chcąc nie chcąc, musiał sobie odpuścić grappling. Szymański w dyscyplinie pięściarskiej został dostrzeżony i trafił najpierw do kadry Wielkopolski, a następnie do kadry Polski. Stąd skupił się mocno na boksie. W kadrze Polski walczył jako kadet, junior i młodzieżowiec. Jeździł na zawody i zdobywał medale. Po tym jednak jak wziął udział, już jako młodzieżowiec, w mistrzostwach Polski, definitywnie skończył z boksem. W wieku 18 lat ciągnęło go ponownie do grapplingu i pójścia w kierunku zawodnika mieszanych sztuk walki. Boks natomiast jak sam mówi, zniechęcił go z powodu sposobu sędziowania walk.

## Kariera MMA

### Wczesna kariera
24 marca 2013 roku mając niespełna 19 lat zadebiutował w zawodowym MMA, przegrywając wówczas z doświadczonym Grzegorzem Trędowskim przez poddanie kimurą w pierwszej rundzie.
Dwie kolejne walki stoczył podczas gal Wieczór Sportów Walki 7 i 8. Pierwszą przegrał przez nokaut kolanem z Łukaszem Kaśniewskim, a następnie wygrał po trzech rundach decyzją jednogłośną z Arturem Bieleckim.
19 kwietnia 2014 podczas XFS: Night of Champions 6 techniczne znokautował ciosami w parterze byłego kick-boksera, Sebastiana Rajewskiego.
Podczas gali PLMMA 37, która odbyła się 27 czerwca 2014 poddał duszeniem zza pleców w drugiej rundzie Rosjanina, Lamberda Achiadowa.
25 października 2014 na gali Runda 4 pokonał na pełnym dystansie rundowym (3rundy/5minut) Aleksandra Georgasa.
17 stycznia 2015 podczas Time of Masters zmusił do poddania tzw. gilotyną w trzeciej rundzie Jacka Krefta.

### FEN
Następnie podpisał kontrakt z Fight Exclusive Night na cztery pojedynki, z których 3 wygrał jednogłośnymi decyzjami sędziów punktowych, pokonując kolejno m.in. Pawła Kiełka na FEN 8 (31.07.2015), Adama Golonkiewicza na FEN 9 (07.11.2015) oraz Mariana Ziółkowskiego na FEN 11 (19.03.2016). Szymański za swoje zwycięskie pojedynki był trzykrotnie nagradzany bonusami finansowymi w kategorii walka wieczoru, a po zwycięstwie nad Ziółkowskim zdobył pas mistrzowski FEN w wadze lekkiej, stając się pierwszym w historii mistrzem federacji tej kategorii wagowej. Ostatnią walkę dla FEN przegrał z Joiltonem Santosem, Brazylijczyk odebrał pas mistrzowski Polakowi po trzech pełnych rundach werdyktem jednogłośnym.
2 kwietnia 2016 podczas gali rozdania "Heraklesów" na Stadionie Narodowym w Warszawie został dwukrotnie nagrodzony statuetką, w kategoriach – Odkrycie roku, jako obiecujący przyszłość zawodnik MMA oraz w drugiej kategorii – Walka roku, za pamiętny pojedynek z Adamem Golonkiewiczem.

### Problemy kontraktowe z FEN oraz przejście do KSW
1 grudnia 2016 najlepsza polska organizacja w Polsce, Konfrontacja Sztuk Walki ogłosiła za pomocą mediów społecznościowych walkę Romana Szymańskiego z Sebastianem Romanowskim na galę KSW 37. Tego samego dnia Prezes FEN – Paweł Jóźwiak na Twitterze zakomunikował, że Szymański ma wciąż obowiązujący kontrakt z jego organizacją i sprawę skieruje do sądu, w związku ze złamaniem obowiązującej zawodnika umowy. Szymański mimo wszystko zawalczył na KSW 37 w Krakowskiej Tauron Arenie, zwyciężając technicznym poddaniem z Romanowskim w trzeciej rundzie. Kilka dni później walka została nagrodzona bonusem w kategorii Walka wieczoru. Po nowym roku federacja Fight Exclusive Night w specjalnym oświadczeniu informuje o nałożeniu na Szymańskiego kary pieniężnej (60 tysięcy złotych), w związku z naruszeniem przez zawodnika obowiązującej go umowy zawartej z organizacją FEN.
7 kwietnia 2017 na studyjnej gali KSW 38: Live in Studio, pokonał jednogłośną decyzją sędziowską po trzech rundach byłego mistrza PLMMA w wadze lekkiej, Brazylijczyka – Denilsona Nevesa.
23 grudnia 2017 na gali KSW 41, która odbyła się w Katowickim Spodku, przegrał na pełnym dystansie rundowym z byłym mistrzem KSW w wadze piórkowej, Marcinem Wrzoskiem. Walka po gali została doceniona bonusem finansowym za najlepszą na tej gali.
Niecały rok później na gali KSW 46, która odbyła się 1 grudnia 2018 w Gliwicach, wypunktował jednogłośnie Brazylijczyka, Daniela Torresa. Kilka dni później Szymański ponownie wraz z rywalem został doceniony bonusem za najlepszą walkę wieczoru gali.
27 kwietnia 2019 na KSW 48 w Lublinie przegrał walkę o tymczasowy pas mistrzowski wagi piórkowej, ulegając przez TKO w drugiej rundzie Francuzowi, Salahdine'owi Parnassowi.
Na chorwackiej gali KSW 51: Croatia w Zagrzebiu (9 listopada 2019) pokonał jednogłośną decyzją zawodnika z Czarnogóry, Miloša Janičicia.
11 lipca 2020 na gali KSW 53: Reborn w Warszawie zwyciężył przez TKO w trzeciej rundzie, ubijając w parterze ciosami z krucyfiksu byłego mistrza Finał Fight Championship, Chorwata – Filipa Pejicia. Po gali walkę obu zawodników nagrodzono bonusem za najlepszą walkę wieczoru.
19 grudnia 2020 podczas KSW 57, która odbyła się w Łodzi przegrał walkę o pas mistrzowski KSW w wadze lekkiej przez TKO w czwartej rundzie z byłym rywalem Marianem Ziółkowskim, po celnym kopnięciu na wątrobę oraz paru dobijających ciosach.
Podczas gali KSW 61, która odbyła się w Gdańsku, dnia 5 czerwca 2021 powrócił na tor zwycięstw, wygrywając na pełnym trzy-rundowym dystansie z Belgiem, Donovanem Desmae. Pojedynek nagrodzono bonusem za walkę wieczoru.
12 grudnia 2021 podczas KSW 65 w Gliwicach zwyciężył przez TKO w drugiej rundzie z byłym mistrzem czesko-słowackiej organizacji Oktagon MMA, Mateuszem Legierskim.
18 czerwca 2022 w Toruniu na KSW 71 zawalczył z nowo zakontraktowanym Mołdawianinem, Valeriu Mircea. Walka zakończyła się po pierwszej rundzie zwycięstwem Szymańskiego przez TKO, po dominacji na rywalu z Mołdawii, który nie był zdolny wyjść do drugiej odsłony.
Na gali XTB KSW 78: Materla vs. Grove 2, do której doszło 21 stycznia 2023 w hali Netto Arena w Szczecinie, zmierzył się w debiutującym w KSW Gruzinem, Raulem Tutaraulim. Szymański szybko uporał się z faworyzowanym rywalem, poddając go balachą w pierwszej rundzie. Trzy dni po tej gali KSW dodatkowo nagrodziło Szymańskiego bonusem za najlepsze poddanie wieczoru.
24 kwietnia 2023 ogłoszono, że podpisał nowy kontrakt z organizacją KSW. W tym samym dniu do rozpiski gali XTB KSW 83 Colosseum 2, która odbyła się 3 czerwca na Stadionie Narodowym w Warszawie dodano pojedynek rewanżowy Szymańskiego z Valeriu Mirceą. Wyrównaną i pełną zwrotów akcji batalię po trzech rundach niejednogłośną decyzją sędziowską (29-28, 28-29, 29-28) zwyciężył tym razem Mircea.
14 października 2023 podczas gali KSW 87: Stošić vs. Martínek w czeskim Trzyńcu zmierzył się z lokalnym bohaterem, Leo Brichtą. Niespodziewanie po dwóch pierwszych, wygranych rundach przegrał przez TKO w ostatniej odsłonie. Pełną akcji konfrontację pomiędzy zawodnikami nagrodzono bonusem za najlepszą walkę wieczoru.
Podczas gali KSW 95, która rozegrała się 7 czerwca 2024 w Olsztynie, stoczył walkę z nr 7 rankingu KSW dywizji lekkiej, Marcinem Heldem. Uległ rywalowi jednogłośnie na kartach punktowych.
Kolejną walkę miał stoczyć 8 marca 2025 na gali XTB KSW 104: Kuberski vs. Romanowski w Gorzowie Wielkopolskim. Jego rywalem miał być Maciej Kazieczko. Szymański na dzień przed galą musiał wycofać się z walki, z powodu zakażenia na nodze.
Po nieco ponad rocznej przerwie stoczył walkę z byłym mistrzem FEN wagi piórkowej, Kacprem Formelą. Do starcia doszło na gali XTB KSW 107, która odbyła się 14 czerwca 2025 w gdańsko-sopockiej Ergo Arenie. Pod koniec pierwszej rundy znokautował rywala, powracając na zwycięskie tory. Szymański po raz pierwszy otrzymał od organizacji bonus w kategorii nokaut wieczoru.

## Osiągnięcia[58]

### Mieszane sztuki walki
- Fight Exclusive Night
  - 2016: Mistrz FEN w wadze lekkiej[20][3]
  - Bonus za walkę wieczoru (trzy razy) vs. Paweł Kiełek (2015)[17], Adam Golonkiewicz (2015)[18], Marian Ziółkowski (2016)[19]
- Herakles
  - 2016: Herakles w kategorii Odkrycie Roku z 2015[21]
  - 2016: Herakles w kategorii Walka Roku z 2015 vs. Marian Ziółkowski[21]

- Konfrontacja Sztuk Walki
  - Bonus za walkę wieczoru (sześć razy) vs. Sebastian Romanowski (2016)[24],  Marcin Wrzosek (2017)[28], Daniel Torres (2018)[30],  Filip Pejić (2020)[34], Donovan Desmae (2021)[37], Leo Brichta (2023)[49]
  - Bonus za walkę poddanie wieczoru (jeden raz) vs. Raul Tutarauli (2023)[43]
  - Bonus za nokaut wieczoru (jeden raz) vs. Kacper Formela (2025)[57]

### Boks
- 2009: III miejsce w Pucharze Polski Kadetów (Rydzyn 2009) kat. 66 kg
- 2009: I miejsce w III Memoriale Bokserskim im. Z.Szułczyńskiego i M.Akonoma (Zbąszyń 2009) 69 kg
- 2010: Mistrz Wielkopolski Juniorów (Złotów 2010) kat. 64 kg
- 2010: III miejsce w Pucharze Polski Juniorów (Ostrołęka 2010) kat. 69 kg[59]
- 2010: I miejsce w Memoriale Bokserskim im. Bolesława Gajnego (Poznań 2010) kat. 69 kg[60]
- 2010: I miejsce w Turnieju Starosty i Prezesa K.S. Stella Gniezno (Gniezno 2010) kat. 69 kg
- 2011: III miejsce w Mistrzostwach Polski Juniorów (Lublin 2011) kat. 69 kg[61]
- 2011: Mistrz Wielkopolski Juniorów (Poznań 2011) kat. 69 kg[62]
- 2012: III Miejsce w Młodzieżowych Mistrzostwach Polski (Radom 2012) kat. 69 kg[63]
- 2012: I miejsce w Grand Prix Polski w boksie amatorskim (Grudziądz 2012) kat. 69 kg[64]
- 2012: III miejsce na Mistrzostwach Polski w Boksie Seniorów w kat. do 69 kg (półśrednia)[65]
- 2013: III miejsce na Mistrzostwach Polski w Boksie Seniorów w kat. do 69 kg (półśrednia)[66]
- 2013: I miejsce w Drugim Grand Prix Polski (Gdańsk 2013) kat. 69 kg[67]

### Grappling
- 2008: I miejsce w Pucharze Wybrzeża ADCC Submission Fighting (Kołobrzeg 2008) kat. Junior
- 2008: III miejsce w Mistrzostwach Polski w Jiu Jitsu Brazylijskim (Zgierz 2008) kat. Junior
- 2009: III miejsce w turnieju “Perfect Harmony Cup 2” (Koźmin Wlkp 2009) kat. Junior
- 2009: III miejsce w Pucharze Polski ADCC Submission Fight (Warszawa 2009) kat. Junior
- 2009: I miejsce w Mistrzostwach Europy w Jiu Jitsu Brazylijskim (Genewa 2009) kat. Junior
- 2009: I miejsce w Mistrzostwach Europy w Jiu Jitsu Brazylijskim (Genewa 2009) kat. Junior
- 2009: II miejsce w Mistrzostwach Mazowsza ADCC Submission Fighting (Warszawa 2009) kat. Junior
- 2009: I miejsce w Mistrzostwach Polski ADCC Submission Fighting (Szczecin 2009) kat. Junior[68]
- 2010: III miejsce w Otwartych Mistrzostwach Europy IBJJF w Jiu Jitsu Brazylijskim (Lizbona 2010) kat. Junior[69]
- 2010: I miejsce w Mistrzostwach Polski ADCC Submission Fighting (Szczecin 2010) kat. Junior[70]
- 2010: I miejsce w Pucharze Wybrzeża ADCC Submission Fighting (Kołobrzeg 2010) kat. Junior
- 2010: III miejsce w Mistrzostwach Polski ADCC Submission Fighting (Szczecin 2010) kat. Zaawansowani
- 2010: I miejsce w Gold team Open Polish Championship (Śrem 2010) kat. Junior
- 2010: II miejsce w Gold team Open Polish Championship (Śrem 2010) kat. Senior[68]
- 2011: I miejsce w VII Mistrzostwach Polski ADCC kat. -65,9 kg średnio zaawansowani[71]
- 2011: II miejsce w Otwartych Mistrzostwach Polski Juniorów w grapplingu (Kołobrzeg 2011) kat. gi
- 2011: I miejsce w Otwartych Mistrzostwach Polski Juniorów w Grapplingu (Kołobrzeg 2011) kat. gi
- 2011: III miejsce w Otwartych Mistrzostwach Polski Juniorów w Grapplingu (Kołobrzeg 2011) kat. no gi absoluto
- 2011: I miejsce w Otwartych Mistrzostwach Polski Juniorów w Grapplingu (Kołobrzeg 2011) kat. no gi
- 2011: I miejsce i tytuł Mistrza Polski w Mistrzostwach Polski Seniorów w Grapplingu (Skała 2011)
- 2011: I miejsce w Mistrzostwach Świata juniorów i weteranów w Grapplingu (Węgry 2011) kat. no gi senior[72]
- 2011: I miejsce w Mistrzostwach Świata juniorów i weteranów w Grapplingu (Węgry 2011) kat. no gi junior
- 2012: III miejsce w Mistrzostwach Polski No Gi CBJJ (Luboń 2012)[73]
- 2013: II miejsce w Super Pucharze Polski w grapplingu “Ragnarok 3” (Świnoujście 2013)[74]
- 2013: II miejsce w Pucharze Polski No Gi (Luboń 2013)[75]
- 2016: Czarny pas w brazylijskim jiu-jitsu[2]

## Lista zawodowych walk MMA
| Wynik     | Bilans | Przeciwnik (bilans przed walką) | Rozstrzygnięcie                               | Runda | Czas | Rozgrywki                                         | Data       | Miejsce        | Uwagi                                                                       |
| --------- | ------ | ------------------------------- | --------------------------------------------- | ----- | ---- | ------------------------------------------------- | ---------- | -------------- | --------------------------------------------------------------------------- |
| Wygrana   | 18-9   | Kacper Formela (18-5)           | TKO (ciosy pięściami)                         | 1     | 4:15 | XTB KSW 107: De Fries vs. Wrzosek                 | 14.06.2025 | Gdańsk / Sopot | Bonus za nokaut wieczoru.                                                   |
| Przegrana | 17-9   | Marcin Held (28-10)             | Decyzja (jednogłośna)                         | 3     | 5:00 | KSW 95: Wikłacz vs. Przybysz 5                    | 07.06.2024 | Olsztyn        |                                                                             |
| Przegrana | 17-8   | Leo Brichta (11-3)              | TKO (ciosy pięściami w parterze)              | 3     | 4:15 | KSW 87: Stošić vs. Martínek                       | 14.10.2023 | Trzyniec       | Bonus za walkę wieczoru. Co-Main Event                                      |
| Przegrana | 17-7   | Valeriu Mircea (28-8-1)         | Decyzja (niejednogłośna)                      | 3     | 5:00 | XTB KSW 83: Colosseum 2                           | 03.06.2023 | Warszawa       |                                                                             |
| Wygrana   | 17-6   | Raul Tutarauli (31-6)           | Poddanie (dźwignia na staw łokciowy)          | 1     | 1:05 | XTB KSW 78: Materla vs. Grove 2                   | 21.01.2023 | Szczecin       | Bonus za poddanie wieczoru.                                                 |
| Wygrana   | 16-6   | Valeriu Mircea (26-7-1)         | TKO (kontuzja rywala)                         | 1     | 5:00 | KSW 71: Ziółkowski vs. Rajewski                   | 18.06.2022 | Toruń          |                                                                             |
| Wygrana   | 15-6   | Mateusz Legierski (7-0)         | TKO (ciosy pięściami w parterze)              | 2     | 4:47 | KSW 65: Khalidov vs. Soldić                       | 18.12.2021 | Gliwice        |                                                                             |
| Wygrana   | 14-6   | Donovan Desmae (14-6)           | Decyzja (jednogłośna)                         | 3     | 5:00 | KSW 61: To Fight or Not To Fight                  | 05.06.2021 | Gdańsk/Sopot   | Bonus za walkę wieczoru.                                                    |
| Przegrana | 13-6   | Marian Ziółkowski (21-8-1)      | TKO (kopnięcie na wątrobę i ciosy pięściami)  | 4     | 4:01 | KSW 57: De Fries vs. Kita                         | 19.12.2020 | Łódź           | Pojedynek o pas międzynarodowego mistrza KSW w wadze lekkiej. Co-Main Event |
| Wygrana   | 13-5   | Filip Pejić (14-3-2)            | TKO (ciosy pięściami w parterze z krucyfiksu) | 3     | 4:37 | KSW 53: Reborn                                    | 11.07.2020 | Warszawa       | Bonus za walkę wieczoru.                                                    |
| Wygrana   | 12-5   | Miloš Janičić (11-2)            | Decyzja (jednogłośna)                         | 3     | 5:00 | KSW 51: Croatia                                   | 09.11.2019 | Zagrzeb        | Powrót do wagi lekkiej.                                                     |
| Przegrana | 11-5   | Salahdine Parnasse (11-0)       | TKO (ciosy pięściami w parterze)              | 2     | 3:40 | KSW 48: Szymański vs. Parnasse                    | 27.04.2019 | Lublin         | Pojedynek o tymczasowe mistrzostwo KSW w wadze piórkowej. Main Event        |
| Wygrana   | 11-4   | Daniel Torres (8-3)             | Decyzja (jednogłośna)                         | 3     | 5:00 | KSW 46: Narkun vs. Khalidov 2                     | 01.12.2018 | Gliwice        | Bonus za walkę wieczoru.                                                    |
| Przegrana | 10-4   | Marcin Wrzosek (12-4)           | Decyzja (jednogłośna)                         | 3     | 5:00 | KSW 41: Mańkowski vs. Soldić                      | 23.12.2017 | Katowice       | Bonus za walkę wieczoru.                                                    |
| Wygrana   | 10-3   | Denilson Neves (11-4)           | Decyzja (jednogłośna)                         | 3     | 5:00 | KSW 38: Live in Studio                            | 07.04.2017 | Sękocin Nowy   | Debiut i przejście do wagi piórkowej.                                       |
| Wygrana   | 9-3    | Sebastian Romanowski (11-6-1)   | Techniczne poddanie (duszenie zza pleców)     | 3     | 4:58 | KSW 37: Circus of Pain                            | 03.12.2016 | Kraków         | Limit umowny -68 kg. Bonus za walkę wieczoru.                               |
| Przegrana | 8-3    | Joilton Santos (11-4)           | Decyzja (jednogłośna)                         | 5     | 5:00 | FEN 14: Silesian Rage                             | 15.10.2016 | Katowice       | Stracił pas mistrza FEN w wadze lekkiej.                                    |
| Wygrana   | 8-2    | Marian Ziółkowski (14-3-1)      | Decyzja (jednogłośna)                         | 5     | 5:00 | FEN 11: Warsaw Time                               | 19.03.2016 | Warszawa       | Zdobył pas mistrza FEN w wadze lekkiej. Bonus za walkę wieczoru. Main Event |
| Wygrana   | 7-2    | Adam Golonkiewicz (10-7)        | Decyzja (jednogłośna)                         | 3     | 5:00 | FEN 9: Go For It                                  | 07.11.2015 | Wrocław        | Bonus za walkę wieczoru.                                                    |
| Wygrana   | 6-2    | Paweł Kiełek (6-0-1)            | Decyzja (jednogłośna)                         | 3     | 5:00 | FEN 8: Summer Edition                             | 31.07.2015 | Kołobrzeg      | Bonus za walkę wieczoru.                                                    |
| Wygrana   | 5-2    | Jacek Kreft (5-1)               | Poddanie (duszenie gilotynowe)                | 3     | 0:46 | Time of Masters: Pierwsza Krew                    | 17.01.2015 | Sopot          |                                                                             |
| Wygrana   | 4-2    | Aleksander Georgas (5-3)        | Decyzja (jednogłośna)                         | 3     | 5:00 | Runda 4: Łazarz vs. Pietraszek                    | 25.10.2014 | Białogard      |                                                                             |
| Wygrana   | 3-2    | Lamberd Achiadow (3-1)          | Poddanie (duszenie zza pleców)                | 2     | 4:48 | PLMMA 37                                          | 27.06.2014 | Biała Podlaska | Limit umowny -73 kg.                                                        |
| Wygrana   | 2-2    | Sebastian Rajewski (1-0)        | TKO (ciosy pięściami w parterze)              | 2     | 4:26 | XFS: Night of Champions 6                         | 19.04.2014 | Poznań         |                                                                             |
| Wygrana   | 1-2    | Artur Bielecki (3-1)            | Decyzja (jednogłośna)                         | 3     | 5:00 | Wieczór Sportów Walki 8                           | 01.02.2014 | Poznań         |                                                                             |
| Przegrana | 0-2    | Łukasz Kaśniewski (1-4)         | KO (kolano w stójce)                          | 3     | 2:21 | Wieczór Sportów Walki 7: Poznań vs. Reszta Polski | 16.11.2013 | Poznań         |                                                                             |
| Przegrana | 0-1    | Grzegorz Trędowski (12-9-2)     | Poddanie (kimura)                             | 1     | 1:59 | IFC: Winner Punch 2                               | 24.03.2013 | Piła           | Debiut w wadze lekkiej.                                                     |

## Filmografia[76]
- 2019: Underdog – jako „Szymek”